# Коломоец, Андрей Филиппович
Андрей Филиппович Коломоец (17 июля 1923 — 13 ноября 2002) — генерал-майор Советской Армии, участник Великой Отечественной войны, Герой Советского Союза (1944).

## Биография
Андрей Коломоец родился 17 июля 1923 года в селе Успенка (ныне — посёлок в Лутугинском районе Луганской области Украины). Окончил десять классов школы. В мае 1941 года Коломоец был призван на службу в Рабоче-крестьянскую Красную Армию. В 1943 году он окончил Ворошиловградскую военную авиационную школу пилотов. С марта того же года — на фронтах Великой Отечественной войны.
К июлю 1944 года гвардии лейтенант Андрей Коломоец был заместителем командира эскадрильи 74-го гвардейского штурмового авиаполка 1-й гвардейской штурмовой авиадивизии 1-й воздушной армии 3-го Белорусского фронта. К тому времени он совершил 106 боевых вылетов на воздушную разведку и штурмовку скоплений боевой техники и живой силы противника, нанеся тому большие потери, принял участие в 20 воздушных боях, сбив 1 вражеский самолёт.
Указом Президиума Верховного Совета СССР от 26 октября 1944 года гвардии лейтенант Андрей Коломоец был удостоен высокого звания Героя Советского Союза с вручением ордена Ленина и медали «Золотая Звезда».
После окончания войны Коломоец продолжил службу в Советской Армии. В 1953 году он окончил Военно-воздушную инженерную академию. В 1983 году в звании генерал-майора авиации Коломоец был уволен в запас. Проживал в Москве. Умер 13 ноября 2002 года, похоронен на Троекуровском кладбище Москвы.
Был также награждён четырьмя орденами Красного Знамени, орденами Богдана Хмельницкого 3-й степени и Александра Невского, двумя орденами Отечественной войны 1-й степени, орденами Красной Звезды и «За службу Родине в Вооружённых Силах СССР» 3-й степени, рядом медалей.
Принял участие в выпуске капитал-шоу «Поле чудес» от 8 мая 1998 года.